# ソムレー反応
ソムレー反応 (Sommelet reaction) は、有機合成反応のひとつで、ハロゲン化ベンジルとヘキサミンからアンモニウムの加水分解を経てアルデヒドを得る手法。
ArCH2Br + C6H12N4 → ArCH2C6H12N4+ Br-
ArCH2C6H12N4+ Br- + H2O → ArCHO

## 関連する反応
ダフ反応 (Duff reaction) は、ヘキサミンを用いる点でソムレー反応と似る。
Kröhnke アルデヒド合成 では、ピリジンと p-ニトロソジメチルアニリン の組み合わせを酸化剤とする。